# Parque Estadual da Serra de Caldas Novas

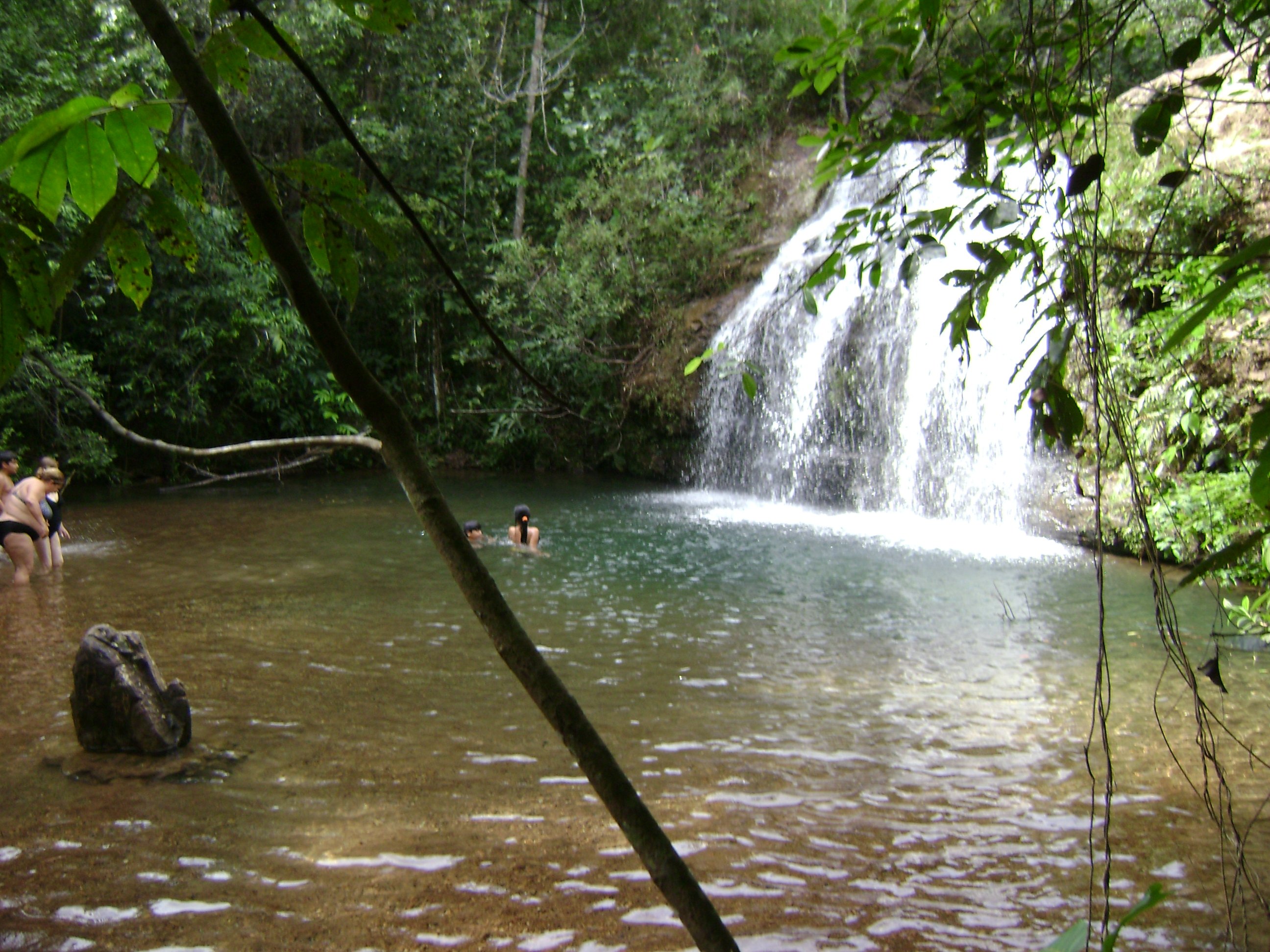
Cachoeira dentro do parque.

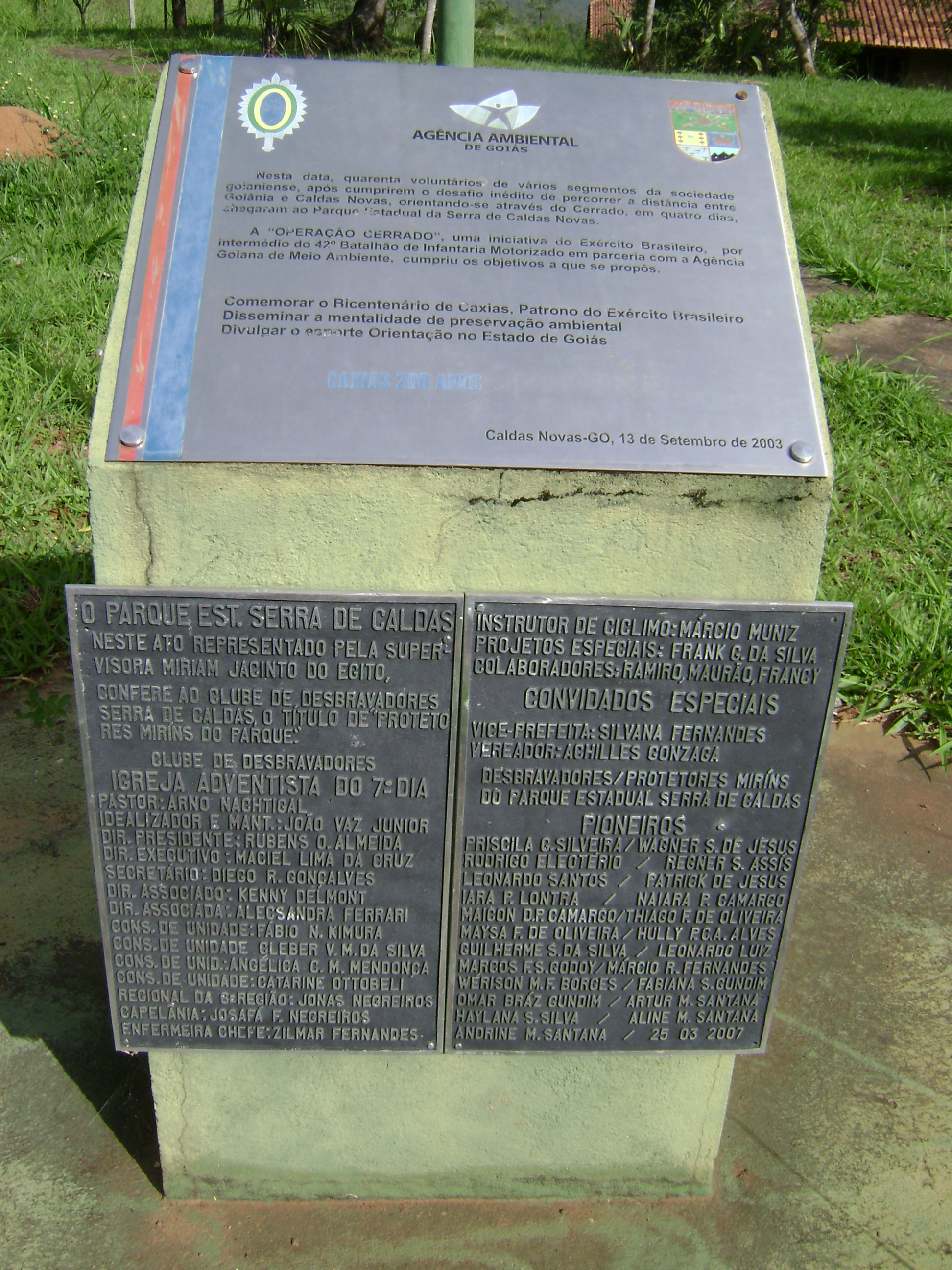
Inscrição na entrada do parque.

O Parque Estadual da Serra de Caldas Novas (PESCAN) é uma área protegida brasileira no estado de Goiás, região centro-oeste. Ele foi criado em 1970, pela Lei n.º 7.282, de 25 de setembro de 1970, para preservar as nascentes das águas termais dos municípios de Caldas Novas e Rio Quente. Possui uma área de 121,59 km², e o principal bioma encontrado nele é o de Cerrado.